# 许菲
许菲（1979年8月—），女，汉族，中华人民共和国播音员。1998年3月加入中国共产党。现任广西广播电视台新闻中心主持人。中共二十大代表。
曾主持《广西新闻》、《第一书记》等电视节目。